# Monarchie espagnole
Pour les articles homonymes, voir Monarchie espagnole (homonymie).
La monarchie espagnole moderne est le système d'organisation politique de l'État espagnol. C'est, depuis 1808-1812, une monarchie constitutionnelle, dans laquelle le roi d'Espagne est le symbole de l'unité et de la permanence de l'État. Il lui revient d'arbitrer et de contrôler le fonctionnement régulier des institutions et de représenter la nation, ainsi que d'exercer les prérogatives que lui attribuent expressément la Constitution et les lois. Il est également le commandant en chef des armées (en espagnol, Capitán General de los Ejércitos).
L’apparition du titre de « roi d’Espagne » date de l’union des royaumes de Castille et d’Aragon en 1479, à la suite du mariage secret d’Isabelle de Castille et de Ferdinand d’Aragon en 1471 et la mort du père de Ferdinand, Jean II d'Aragon, en 1479. Mais l’union en une entité politique unique n’est effective qu’au début du XVIIIe siècle à la suite des décrets de Nueva Planta (1716) pris par Philippe V, petit-fils de Louis XIV, qui a ainsi souhaité reproduire en Espagne l’unité politique du royaume de France.

## Histoire
Durant le Moyen Âge, les Arabes conquirent une bonne partie de la péninsule Ibérique. Au début du XIIIe siècle, cinq grands royaumes participent à chasser les musulmans du territoire : Leon, Castille, Aragon, Navarre et Portugal. Le royaume de Grenade est le dernier fief musulman de la péninsule.

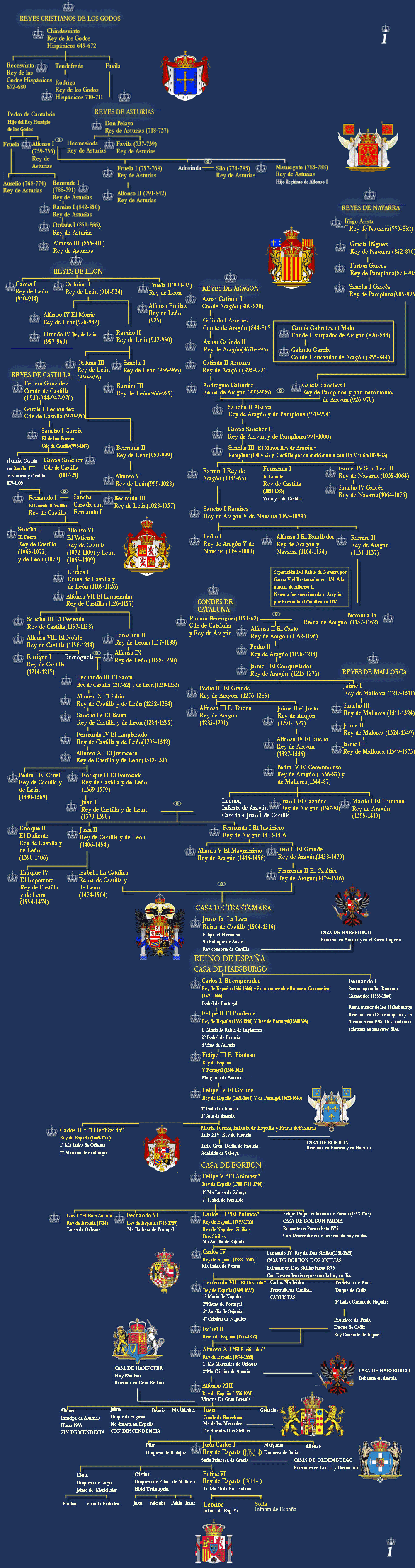
Arbre généalogique.

### Consolidation
Dans la mémoire collective, l'unification de l'Espagne est associée au règne d'Isabelle de Castille. Au XVIe siècle, l'Espagne est divisée en quatre royaumes : les royaumes de Castille, d'Aragon, de Grenade et de Navarre. Le mariage d'Isabelle de Castille et de Ferdinand d'Aragon permet l'unification des royaumes d'Aragon et de Castille. Le couple royal reconquiert le royaume de Grenade (2 janvier 1492), aux mains des Nasrides, ce qui marqua l'unification définitive de l'Espagne.

## Le roi d'Espagne
La Constitution espagnole de 1978 traite de l'institution de la Couronne, de la personne du roi et de ses fonctions dans son titre II, qui comprend les articles 56 à 65.
Le titre de « roi d'Espagne » est reconnu par la Constitution, qui retrouve et incorpore dans son texte toutes les règles explicites et tacites qui traditionnellement ont régi la monarchie en Espagne. De plus, la Constitution reconnaît au roi le droit d'utiliser tous les autres titres qui sont attachés à la Couronne.
La Constitution reconnaît à la personne du roi ou de la reine l'inviolabilité absolue et retire par avance toute responsabilité de sa part, qu'elle soit politique ou juridique ; cependant et comme compensation, la Constitution établit l'invalidité de tous les actes du titulaire de la Couronne qui ne possèdent pas le contreseing prévu, qui doit être celui du président du gouvernement, ou celui des ministres compétents (article 64 de la Constitution), selon les cas.
Le contreseing est une formule juridique suivant laquelle les actes du titulaire de la Couronne ne sont reconnus valides que lorsqu'ils sont signés ou consentis également par la personne préalablement déterminée par la Constitution, personne qui de ce fait assume toute la responsabilité de l'acte en lui-même.

## Coût de la monarchie espagnole
En 2007, la monarchie espagnole a perçu de l'État espagnol 8,28 millions d'euros. Selon le quotidien espagnol El Economista (es), son coût réel est de 25 millions d'euros si l'on inclut l'entretien des édifices royaux, celui du yacht et du parc automobile du roi Juan Carlos, ainsi que les 5,8 millions d'euros versés aux 130 fonctionnaires à son service.
À titre de comparaison, en 2006, le député socialiste René Dosière estimait le coût de la présidence de la République française à 90 millions d'euros annuels. Mais celle-ci abrite le véritable chef de l'exécutif contrairement à la reine Élisabeth II du Royaume-Uni, qui est dans une situation constitutionnelle comparable au roi d'Espagne et qui percevait, en 2013, 42,5 millions d'euros annuels.

## Perception de la monarchie
En 2020, 35 % des Espagnols s'exprimeraient en faveur de la monarchie en cas de référendum, contre 41 % qui choisiraient la république. Les sympathisants de droite sont les plus monarchistes, et les sympathisants de gauche les plus républicains.
En 2023, la monarchie recueille 48 % d'opinions favorables.